# Paul Charles Durant
Paul Charles Durant (getauft 28. Juni 1712 in Pressburg; † zwischen 1. Oktober 1764 und 30. September 1765 vermutlich in München) war ein Komponist und Lautenist, der überwiegend in Deutschland wirkte.
Die Schreibweise seines Namens wechselt in den Quellen. Der Familienname seines Vaters ist auch in den Schreibweise „Turant“ oder „Turandt“ zu finden, er selber schrieb sich in den erhaltenen Dokumenten „Durand“. Der Eintrag des Taufregisters lautet auf „Paul Karl Durant“, während er in den Bayreuther Hofkalendern konsequent als „Paul Charl Durant“ geführt wurde. Die erhaltenen Abschriften seiner Kompositionen aus der Sammlung von François-Joseph Fétis  sind auf den Titelseiten jeweils mit „Paulo Carlo Durant“ überschrieben. Ernst Ludwig Gerber und Hermann Mendel führten ihn nur mit abgekürztem Vornamen „P. C. Durant“ auf. Nur die Namensform „Paul Charles Durant“, unter der er in moderneren Nachschlagewerken überwiegend geführt wird, scheint eine französisierende Angleichung an den Familiennamen zu sein, die erstmals 1900 bei Robert Eitner und dann 1926 bei Josef Zuth zu finden ist.

## Leben
Durant ist vermutlich mit jenem Paul Karl Durant identisch, der als Sohn von Anton Aloys Durant (1677–1733) und seiner Frau Maria Elisabetha geb. Langier geboren und am 28. Juni 1712 in Pressburg getauft wurde. Da der Familienname „Durant“ im 17. Jahrhundert in Pressburg noch nicht nachzuweisen ist, besteht Anlass zur Vermutung, dass die Familie um 1700 aus einer französischsprachigen Region nach Ungarn eingewandert sein könnte. Der Vater war ein Kirchenmusiker, der ab 1702 Tenorist am Pressburger Martinsdom war. 1710 wird er als „musicus Principis Palatini“ genannt, was ihn als Hofmusiker des königlichen Statthalters und Palatins Paul I. Esterházy de Galantha ausweist. Bis 1722 ist er in den Hofhaltungsakten als Tenorist und Lautenist der Fürsten Esterházy nachzuweisen. Danach kehrte er nach Pressburg zurück, wo er sich um 1724 erfolgreich um seine Wiedereinstellung als Kirchenmusiker bewarb. Er blieb dort bis zu seinem Tod 1733 Dommusiker.
Paul Karl Durant gehörte von Sommer 1725 bis April 1727 fast zwei Jahre lang als Knabenaltist zu den Musikern des Pressburger Doms. Danach spielte er mehrmals vor dem Fürstbischof Imre Esterházy de Galántha, ohne formal dessen fürstbischöflicher Hofkapelle anzugehören. 1730 ersuchte Durant den Bischof um finanzielle Unterstützung für ein Studium des Lautenspiels in Wien, das ihm in Höhe von 7 fl. gewährt wurde. Bei wem Durant in Wien Unterricht nahm, ist nicht bekannt; in Frage kommen die Lautenisten Johann Georg Weichenberger und Jakob Joseph Kohaut oder die Theorbisten Francesco Bartolomeo Conti und Gioacchino Sarao.
1739 findet sich in Mannheim der Hinweis, dass ein „Hofmusikus und churfürstlicher Kutscher Paul Durang“ in der Nähe des Schlosses wohnte. In den Jahren 1744 bis 1745 ist Durant definitiv als Hofmusiker in Mannheim nachzuweisen. Am 23. und 26. Juni sowie am 4. Juli 1747 gab er mehrere Konzerte in Frankfurt am Main. Durch Briefe von Friedrich Melchior Grimm an Johann Christoph Gottsched und dessen Frau Luise Adelgunde Victorie ist überliefert, dass sich Durant 1747 und 1748 für mehrere Monate in Regensburg aufhielt, und dann nach München weiterreiste. Spätestens ab 1756 holte ihn die Markgräfin Wilhelmine als Lautenisten und Nachfolger des 1754 verstorbenen Adam Falckenhagen an die Hofkapelle nach Bayreuth. Aus dieser Zeit ist eine geschlossene Sammlung mit Lautenkammermusik in der Stadt- und Staatsbibliothek Augsburg erhalten, die möglicherweise auf den Violinisten des Hoforchesters und Lautenisten Bernhard Joachim Hagen – möglicherweise ein Schüler Durants – zurückgeht. Sie enthält Lautenkammermusik Bayreuther und anderer Komponisten, darunter insbesondere Concerti für begleitete Laute. Nach 1759 verliert sich seine Spur zunächst.
Später ist er in München nachzuweisen, wo in einem Verzeichnis der zwischen dem 1. Oktober 1764 und dem 30. September 1765 verstorbenen Mitglieder der Cäcilienbruderschaft ein Karl Durant erwähnt wird. Seine Witwe Maria Josepha Durantin starb 1790.
Stilistisch steht Durant an einer Epochengrenze. Obwohl die Wahl der Laute als sein Instrument auf die Musik des Barock zurückverweist, zeigen seine Konzerte, dass er nicht mehr im Generalbasszeitalter verhaftet ist, sondern die modernere Satztechnik der Vorklassik anwendet. In seiner Zeit am Mannheimer Hof war er noch mit der Kompositionsweise der Mannheimer Schule in Berührung gekommen.

„Gerade die Werke Hagens und Durants zeigen, wie weit in die Vorklassik hinein eine anspruchsvolle, technisch wie musikalisch hochwertige Lautenmusik komponiert und gespielt wurde.“

## Werke
- Sonate a-Moll für Laute RISM ID: 701000261
- Carillon F-Dur für Laute
- Duett g-Moll für Laute und Violine: Divertimento – Allegro – Menuett und Trio RISM ID: 701000259, RISM ID: 701000263
- Ragazada D-Dur für Laute
- Concerto C-Dur für obligate Laute, obligates Cembalo, obligates Violoncello und Streichquartett RISM ID: 701000262
- Concerto F-Dur für Laute und Streichquartett RISM ID: 701000260[17]
- Instrumentalstück für Laute D-Dur RISM ID: 700007149 (?)

## Moderne Notenausgaben
- Gesamtausgabe solo- und Kammermusik-Werke für Laute. Faksimile-Ausgabe. Hrsg. von J. Domning (= T 0663). Trekel-Verl., Hamburg 1986, 8 Bände; OCLC 254789085.
  - Heft 1: Laute ((1) Einführung, (2) Sonata a-Moll, (3) Carillon F-Dur, (4) Duo g-Moll)
  - Heft 2: Laute ((5) Ragazada, (6) Concerto C-Dur, (7) Concerto F-Dur)
  - Heft 3: obligates Cembalo (zu Nr. 6)
  - Heft 4: obligates Violoncello (zu Nr. 6)
  - Heft 5: Violine I (zu Nr. 4, 6, 7)
  - Heft 6: Violine II (zu Nr. 6, 7)
  - Heft 7: Viola (zu Nr. 6, 7)
  - Heft 8: Violoncello (zu Nr. 6, 7)
- Sonata a-Moll. Für die Gitarre bearb. von Gerald Nienaber (= T 6137). Joachim Trekel, Hamburg 2002, DNB 358674964

## Aufnahmen/Tonträger
- Sonate in a-Moll. In: Eighteenth-Century Lute Music. John Schneiderman. Titanic 1988, Ti-165.[18]
- Carillon for lute. In: The Lute in Dance and Dream. Lutz Kirchhof. 1992.[19]
- Sonate in a-Moll. In: German Lute Music of the 18th Century. Alberto Crugnola. Christophorus 2012.[20]
- Duett in g-Moll. In: Principe und Principessa. Duo Mignarda. Trefoil 2013.[21]
- Sonate in a-Moll. In: Graceful Degradation. Christopher Wilke. 2013.[22]
- Sonate in a-Moll: II. Fuga. In: Phantasia! Jens Franke. 2015.[23]
- Duett in g-Moll. In: Duets for Baroque lute and mandoline. John Schneiderman, Hideki Yamaya. 2021.
- Konzert in C-Dur. In: Travel Concertos. Ensemble Diderot, Johannes Pramsohler. Audax 2022.[24]

### Musikvideos
- Douetto à Liuto Obligato – Duo Mignаrdа auf YouTube
- Sonata in a minor:Fantasie, Fuga – John Schneiderman, lute auf YouTube
- Lute Sonata in A Minor – Alberto Crugnola auf YouTube
- Carillon - Alberto Crugnola: Baroque Lute - L'inverno auf YouTube
- Fuga – Alberto Crugnola auf YouTube
- Vivace in A Minor by Paul Durant for Baroque Lute auf YouTube
- Bayreuther Hofmusik 3/4 Paul Charles Durant - Sonata a - Moll - Gerald Nienaber - Gitarre auf YouTube